# Всемирный конгресс татар
Всемирный конгресс татар (ВКТ, тат. Бөтендөнья татар конгрессы) — межрегиональная общественная организация.

## История конгресса
Всемирный конгресс татар был зарегистрирован 24 апреля 1998 г. в Министерстве юстиции России. Фактически был создан в начале 1990-х годов: в июне 1992 г. в Казани прошёл первый съезд Всемирного Конгресса татарского народа, на котором присутствовали делегаты из России, стран СНГ и многих государств (в т. ч. Японии, Австралии, США и др.). В промежутке 1992-1997 гг. под эгидой конгресса был создан ряд международных татарских организаций.
Второй съезд прошёл в 1997 г., на котором был принят Устав Всемирного конгресса татар. В июле 2018 г. Министерством юстиции Российской Федерации зарегистрирован новый устав Международного Союза «Всемирный конгресс татар», принятый на VII Внеочередном съезде организации. 
Учетный номер: 1612060331. Дата выдачи: 25 июля, 2018 г.

## Основные направления деятельности конгресса
- объединение татарского народа
- помощь в социально-экономическом, национально-культурном, а также политическом и духовном развитии Республики Татарстан
- участие в исследовательской и миротворческой деятельности, осуществление связей с международными гуманитарными организациями, сотрудничество с государственными органами, культурно-просветительскими учреждениями, национально-культурными объединениями, религиозными организациями, а также отдельными гражданами.
- участие в деятельности по разрешению этнорегиональных проблем татар на основе соблюдения демократических принципов, норм международного права и законов стран проживания татар.
- разработка и содействие реализации целевых программ в области национально-культурного развития — языка, науки, образования, культуры, исторического наследия, научной педагогики, демографии.
- регулярное взаимодействие с татарской диаспорой.
- сбор и распространение информации о Республике Татарстан и татарском народе, издание газет и журналов, видео и аудиопродукции в установленном законом порядке, взаимодействие со средствами массовой информации в регионах проживания татар.

## Общественные организации при ВКТ
- Всемирная ассоциация содействия татарским предпринимателям
- Всемирный форум татарской молодежи
- Всероссийская общественная организация «Татарские сёла России»
- Всероссийский общественный фонд «Татарская семья»
- Всетатарское общество краеведов
- Общероссийская общественная организация «Федерация корәш России»
- Республиканская общественная организация татарских женщин «Ак калфак»

## Председатели
- 1992—2002 — Тагиров Индус Ризакович (род. 1936), историк, общественно-политический деятель, участник переговорного процесса между Татарстаном и Россией в 1990—1994 гг., академик, профессор, доктор исторических наук, депутат Верховного Совета (1990—1995), Государственного Совета Республики Татарстан (1995—2009).
- 2002—2017 — Закиров Ринат Зиннурович (род. 1948), заслуженный работник культуры Республики Татарстан, доктор исторических наук, директор Национально-культурного центра «Казань», депутат Государственного Совета Республики Татарстан четвёртого созыва (с 2009). С 2017 г. руководитель Исполкома Всемирного конгресса татар.
- С 2017 — Шайхразиев Василь Габтелгаязович (род. 1963), заместитель Премьер-министра Республики Татарстан, Председатель Национального Совета (Милли шура) Всемирного конгресса татар[1].

## Филиалы
В настоящее время ВКТ объединяет 359 татарских национально-культурных организаций: в дальнем зарубежье — 68, в ближнем зарубежье — 81, в Российской Федерации — 164. В Республике Татарстан действует 46 филиалов ВКТ.
В том числе в Российской Федерации создано 27 региональных национально-культурных автономий татар.

## Съезды ВКТ
Высшим органом управления Конгресса является Съезд, созываемый решением Национального Совета один раз в пять лет. Также по решению Национального Совета может созываться Внеочередной съезд. В период между съездами Национальный Совет руководит деятельностью конгресса в соответствии с законодательством РФ и Уставом Конгресса.  Национальный Совет избирается Съездом в количестве до 75 человек из числа членов Конгресса. Председатель Национального Совета ВКТ является высшим должностным лицом. Он избирается из числа членов Национального Совета сроком на пять лет.
- I съезд — Казань, 1992 год.
- II съезд — Казань, 28—29 августа 1997 года.
- III съезд — Казань, май 2002 года.
- IV съезд - Казань, 12—15 декабря 2007 года.
- V съезд — Казань, декабрь 2012 года.
- VI съезд — Казань, 2—6 августа 2017 года.[2]
- VII внеочередной съезд — Казань, 19—22 июля 2018 года[3].

В 2022 году до начала VIII съезда ВКТ, на фоне нападения России на Украину, председатель национального совета «Милли шура» Василь Шайхразиев сказал, что «в проекте резолюции съезда указано, что мы поддерживаем курс руководства нашей страны в части специальной военной операции». Такое заявление вызвало критику со стороны татар, проживающих за рубежом, в прессе отмечалась 30-летняя деградация Всемирного конгресса, прошедшего путь до игнорирования большей части проблем татарского народа. В итоге, на самом съезде буквально за одну минуту была принята резолюция со следующим пунктом: «Мы, делегаты съезда, выражаем одобрение действиям президента Российской Федерации Владимира Путина по защите людей в Донбассе, восстановлению мирной жизни, демилитаризации и денацификации Украины». Голоса против и воздержавшихся не были учтены, Шайхразиев заявил, что резолюция принята «единогласно», несмотря на то, что в зале были негативные выкрики с мест, а съезд в знак протеста покинуло несколько человек, в том числе и Фаузия Байрамова. Ряд иностранных представителей татарских организаций не приехали на съезд, выразив своё недовольство такой резолюцией, что по оценкам журналистов может привести к расколу татарской нации.